# Źródła szczelinowe
Źródło szczelinowe – źródło wyprowadzające wody, które krążą w szczelinach skalnych. Tego typu źródła mogą być zarówno descenzyjne, jak i ascenzyjne, charakteryzują się zmienną wydajnością i znacznym zanieczyszczeniem, co spowodowane jest dużą prędkością przenikania wody opadowej w głąb ziemi.